# Dẻ sườn cừu

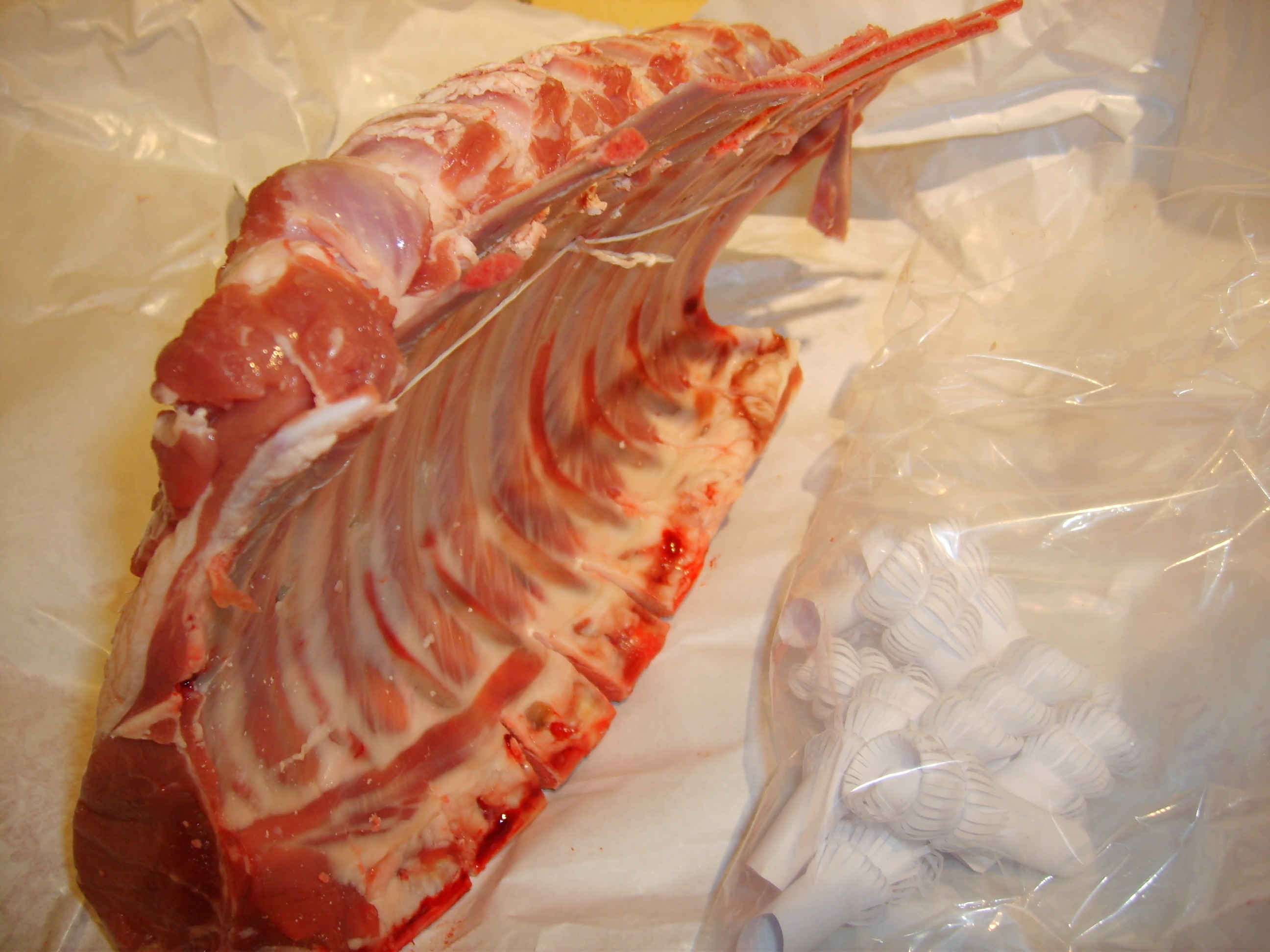
Dẻ sườn cừu một bên

Dẻ sườn cừu (rack of lamb hay là carré d'agneau) là một miếng thịt cừu được cắt (pha) vuông góc với cột sống, dính liền với xương sườn và bao gồm 16 xương sườn hoặc sườn miếng (chop). Tại cửa hàng bán lẻ, nó thường được bán với một phần duy nhất (chặt theo chiều dọc và bao gồm 8 xương sườn ở mỗi một bên), nhưng cũng có thể được bán như là một "đôi dẻ sườn" với xương sườn ở cả hai bên mạn sườn và thường được gọi vui là đội danh dự (guard of honour).

## Đặc điểm
Sườn cừu theo dẻ có phần thịt dày, gân giòn. Sườn được chia nhỏ thành nhiều nan rất tiện lợi cho việc chế biến và bảo quản, chúng con là thực phẩm giàu đạm và có giá trị dinh dưỡng cao, cung cấp chất sắt làm bổ máu, lượng kẽm trong sườn cừu có xương có tác dụng hỗ trợ giúp cơ thể chống bệnh nhiễm trùng. Tỷ lệ cao vitamin B3, vitamin B12 tạo thêm hồng huyết cầu, giảm cholesterol và vitamin D. Trong tiếng Việt từ trừu biến thể thành cừu, theo Đại Nam Quốc âm tự vị cuối thế kỷ 19 của Huỳnh Tịnh Của có mô tả từ trừu. Ở phương Tây thì cừu (trừu) cái gọi là ewe, cừu đực thì gọi là ram, cừu bị thiến gọi là wether, trừu non dưới một tuổi gọi là lamb và được người Công giáo gọi là chiên.  
Sườn cừu được phân loại gồm:
- Sườn cừu lọc sạch là phần thịt sườn cừu cắt miếng, lọc toàn bộ các phần gân, mỡ, màng gân sạch.
- Sườn cừu có xương (rack) có phần thịt dày, phần xương có nhiều thịt nên dùng để chế biến nhiều món ăn khác nhau.
- Sườn cừu cắt kiểu Pháp (Bone in Lamb rack Frenched Cap on) là phần thịt được pha từ sườn cừu đã được lọc toàn bộ các phần gân cho ra phần sườn cừu. Sau khi lọc bỏ mỡ và gân thì sườn cừu cắt kiểu Pháp là phần thịt ba nhất: ngon nhất, đẹp nhất và chất lượng nhất. Cuối cùng sườn cừu được cho vào túi thực phẩm hút chân không và được cấp đông bảo quản ở nhiệt độ -18 độ C đến -22 độ C.

## Trong ẩm thực

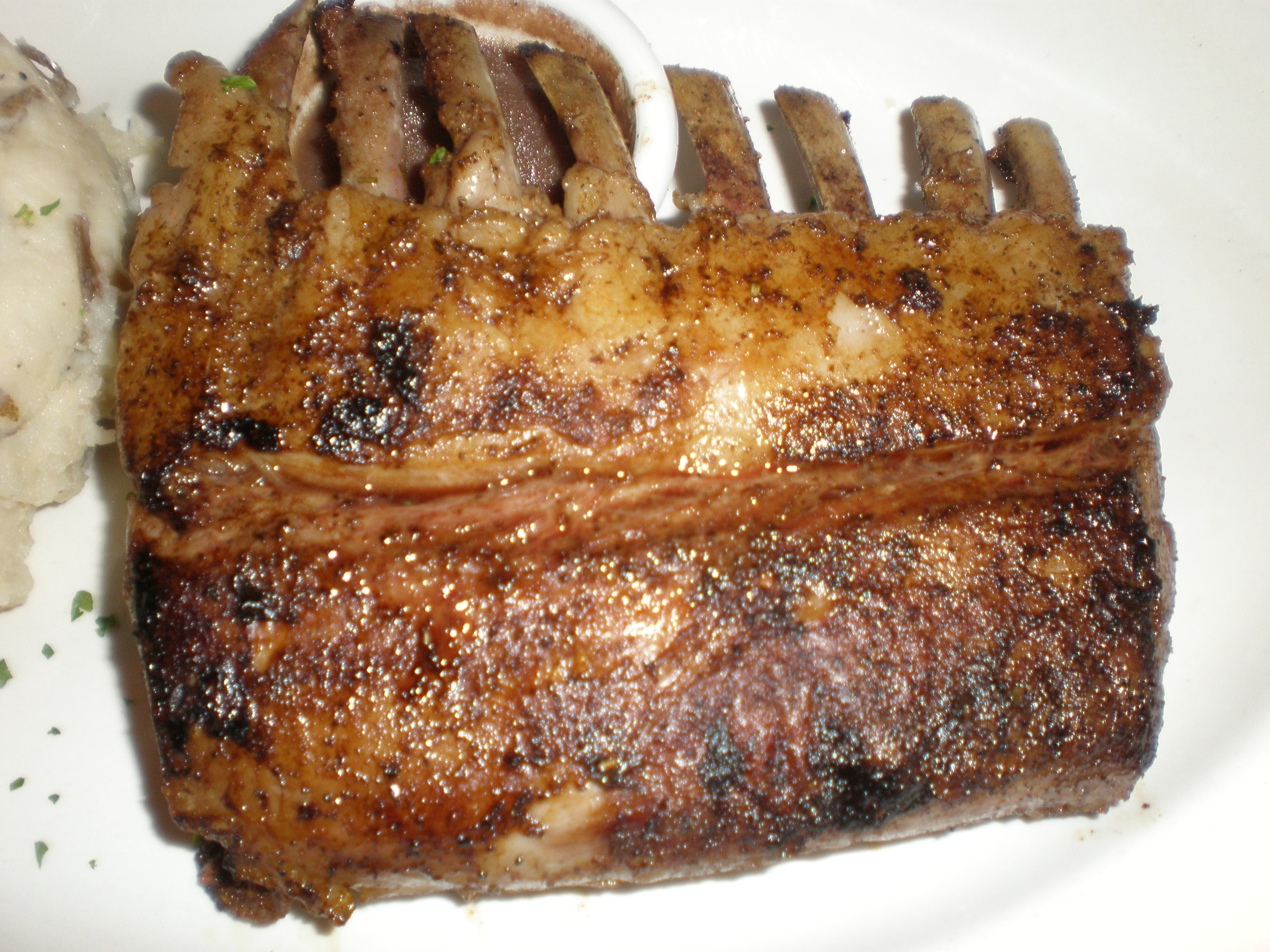
Một dẻ sườn cừu nướng

Sườn cừu là món ăn tuyệt vời được ưa thích ở các nước phương Tây. Sườn cừu nướng một món ăn gắn liền với ẩm thực miền Địa Trung Hải. Món ăn được ưa chuộng trong các nhà hàng sang trọng. Sườn cừu có tác dụng giữ ấm cơ thể tăng cường lưu thông khí huyết. Sườn cừu cắt kiểu Pháp là thực phẩm được nhập khẩu nên khi rã đông cần làm đúng cách để có thể giữ được nguyên hương vị và dinh dưỡng bên trong, nên rã đông sườn cừu cắt kiểu Pháp bằng cách cho vào túi bọc thực phẩm đóng kín cho lên đĩa để trong ngăn mát tủ lạnh.
Món trừu sườn nướng (cừu sườn nướng) dưới đây là sự kết hợp tròn vị giữa sườn cừu, mật ong, hạt mù tạt và cây hương thảo, phết hỗn hợp hạt mù tạt và mật ong lên thịt cừu, tiếp theo là hỗn hợp hạt macadamia nghiền nát, bột bánh mì, ngò tây và lá hương thảo cắt nhỏ. Hương thơm đặc trưng và độ mềm hoàn hảo của thịt cừu hòa quyện cùng các loại gia vị ướp đậm đà khiến món sườn cừu nướng được ưa thích. Sườn cừu nướng có hương vị rất thơm ngon và rất thích hợp để chế biến và thưởng thức trong dịp cuối tuần, các bữa tiệc hay tụ tập, quây quần bên gia đình bạn bè ở phương Tây. 